# Radina Gorica
Radina Gorica je naseljeno mjesto u Republici Hrvatskoj u Zagrebačkoj županiji. 

## Zemljopis
Administrativno je u sastavu općine Krašić. Naselje se proteže na površini od 0,28 km².

## Stanovništvo
Prema popisu stanovništva iz 2001. godine u Radinoj Gorici živi 25 stanovnika i to u 11 kućanstava. Gustoća naseljenosti iznosi 89,29 st./km².
| broj stanovnika | 66    | 77    | 93    | 96    | 110   | 103   | 99    | 105   | 89    | 93    | 90    | 76    | 59    | 39    | 25    | 17    | 11    |
|                 | 1857. | 1869. | 1880. | 1890. | 1900. | 1910. | 1921. | 1931. | 1948. | 1953. | 1961. | 1971. | 1981. | 1991. | 2001. | 2011. | 2021. |